# Cmentarz wojenny nr 249 – Bolesław
Cmentarz wojenny nr 249 w Bolesławiu – cmentarz z I wojny światowej.
Zaprojektowany przez nieznanego architekta jako kwatera wojskowa na cmentarzu parafialnym. Pochowano na nim 10 żołnierzy austro-węgierskich, 10 rosyjskich i 1 o nieznanej narodowości w 9 grobach pojedynczych i 3 zbiorowych.